# Mildred & The Dying Parlor
Mildred & The Dying Parlor je americký krátkometrážní hraný film. Natočil jej režisér Alexander H. Gayner podle scénáře, jehož autorem je Ilan Ulmer. Hudbu složil Dan Teicher a kameramanem byl Michael Svitak. Hlavní roli dívky Mildred ve snímku ztvárnila Zosia Mamet, její rodiče Ricka a Tutti hrají Steve Buscemi a Jane Krakowski. Rodiče provozují dům, kde obvykle lidé tráví poslední dny svého života. Mildred s nimi zde rovněž žije. Dále ve filmu hrál Evan Jonigkeit. Dvanáctiminutový film byl natočen během tří dnů v dubnu 2015. Světová filmu proběhla na festivalu Tribeca Film Festival. Později byl uveden i na dalších festivalech.